# Evert Thielen
Evert Maria Mathieu Johan Thielen (Venlo, 16 april 1954) is een Nederlandse kunstschilder die, naast het schilderen op doek, gespecialiseerd is in het schilderen van veelluiken en panelen.

## Biografie

### Afkomst
Zijn grootvader, Mathieu Jean Thielen, was van 1934 - 1960, met uitzondering van 3 jaren tijdens WO II, gemeentesecretaris van Venlo. Evert was, hoewel zijn grootvader als autoritair en streng werd afgeschilderd, zeer op hem gesteld. De vader van Evert, Johan Everard Dirk Marie Thielen, roepnaam Hans, studeerde rechten en promoveerde later op het onderwerp 'huwelijksvermogenrecht'. Hij leerde zijn moeder, Johanna Hubertina Maria Mertens, roepnaam Joke, kennen tijdens WO II; een introverte vrouw uit Belfeld, die zich wijdde aan haar gezin.:6-8
In 1955, toen Evert één jaar was, verhuisde het gezin naar  Monster in Zuid-Holland.

### Jeugd
Tijdens de schoolvakanties logeerde hij bij zijn opa in Venlo in een huis vol schilderijen en antiek. Opa verzamelde kunstwerken o.a. uit de Haagse School. Ook bezocht hij, met zijn familie, oude kathedralen en Belgische steden, waar hij vooral genoot van gotische bouwwerken. Hij was gefascineerd door het  Lam Gods  van de gebroeders Van Eyck. Zowel zijn ouders als zijn grootvader stimuleerden zijn tekentalent o.a. via tekenlessen. Ook kreeg Evert pianoles. Hij hield veel van de opera's van Richard Wagner.:6-8

### Schilder
Thielen studeerde aan de Koninklijke Academie van Beeldende Kunsten in Den Haag. Hij had op jonge leeftijd in de Gentse St.Baafskerk het 15e-eeuwse veelluik het Lam Gods van de gebroeders Van Eyck gezien. Het beroemde veelluik werd een inspiratiebron voor hem en sindsdien had hij grote interesse voor de oude schilderstechnieken en de technische aspecten van het maken van veelluiken en panelen. Dit is terug te zien in zijn hele oeuvre. Hij is een gevraagd portretschilder en heeft ook met zijn vrije werk internationale erkenning gevonden. Ivo Niehe wijdde verschillende keren een reportage aan hem waardoor hij bekend werd bij een groter publiek. Zijn werk werd tentoongesteld op internationale kunstbeurzen zoals de KunstRAI en Realisme in Amsterdam, TEFAF in Maastricht en STRARTA Art Fair in Londen.

## Schilderstijl
Zijn schilderstijl wordt getypeerd als realisme. Zijn modellen zijn vaak vrouwen. De omgeving waarin hij zijn onderwerpen plaatst is meestal eigentijds en soms licht surreëel, zoals een vrouw op een wolk. Om onderliggende thematiek over te brengen schildert hij ook symbolische attributen, bijvoorbeeld een cactus of een gordeldier.

## Tentoonstellingen (selectie)
- 1986 - Singer Laren, Laren, Eerste overzichtstentoonstelling
- 2000 - Museum Jan van der Togt, Amstelveen, "Tentoonstelling met schilderijen 1978-2000, een keuze"
- 2000 - Museum van Moderne Kunst, Oostende, België, Deelname tentoonstelling "From Earth to Heaven"
- 2002 - Cobra Museum voor Moderne Kunst Amstelveen, "Evert Thielen, veelluiken"
- 2004 - Westfries Museum, Hoorn, "Evert Thielen, Portretten"
- 2005 - Museum Jan van der Togt, Amstelveen, "Evert Thielen, Tekeningen, Model- en natuurstudies"
- 2005 - Noordbrabants Museum, ’s-Hertogenbosch, "Evert Thielen, Schilderijen, Veelluiken 1990-2005"
- 2011 - Museum de Fundatie, Zwolle, "Evert Thielen, Schilderijen en Veelluiken 2005 – 2011" / Onthulling "Het Verlangen"[2]
- 2012 - Slot Zeist, Zeist, "Een gelaagde werkelijkheid"[3]
- 2019 - Limburgs Museum, Venlo, "50 Jaar Thielen - De ogen van de meester"[4] en Museum van Bommel van Dam, Venlo, "50 Jaar Thielen - Schetsen en tekeningen"
- 2024 - Museum van Bommel van Dam, Venlo, "De Luiken Open"[5]

## Werken (selectie)
- 1970 - Pelgrims
- 1971 - Treurend meisje
- 1978 - Schrijvende vrouw
- 1979-1980 - Veelluik De Schilderkunst, 200-400x386 cm
- 1982 - Dag en nacht
- 1983 - Geboorte van Venus
- 1987-1991 - Veelluik De Schepping, 250-500x486 cm
- 1990 - Claire obscur
- 1992 - In de plantenkas
- 1992-1996 - Veelluik Unified, 350–450 cm
- 1999 - Tweeluik
- 1999- 2002 - Veelluik Het Verlangen, 150-300-450x286 cm
- 2008 - Dekbed
- 2013 - Vergezicht
- 2014 - Zelfreflectie
- 2015 - De nieuwe orde
- 2016 - Veelluik Amerloo, 350x450 cm
- 2017 - Vrouw, maat van alle dingen[6]